# 青木滉平
青木滉平（日语： Aoki Kohei，2001年12月25日—）是日本的偶像、歌手、演員、電視藝人。神奈川縣出身。隸屬於傑尼斯事務所。是小傑尼斯内組合少年忍者的成員。

## 簡歷
2016年4月9日，初中三年級的時候進入事務所。2018年成為少年忍者的前身組合「ちびっこ忍者」的成員。之後，作為少年忍者活動。
2020年11月，因為大學考試而暫時活動休止。這時青木已高中畢業，以自修生接受大學考試。於同年12月進行的拍攝後組合活動休止。再於2021年2月重新開始活動。
同年6月，出演同期同組合的織山尚大主演的舞台「空想科学劇『Kappa』〜芥川龍之介『河童』より〜」。是他第一次出演外部公演。

## 人物
- 因為宣稱是在山𥚃長大的，而電影『東西ジャニーズJr. ぼくらのサバイバルウォーズ』是有關男童軍的故事，所以說了「因為是在山𥚃長大的，所以感覺好像回家了」[10]。
- 除了有哥哥之外，還有一隻從小學二年級開始養的柴犬・元氣。
- 因為自己以鋼琴為特技，所以會在演出會和舞台劇表演[11]。
- 在舞台劇「空想科学劇『Kappa』〜芥川龍之介『河童』より〜」第一次嘗試即興演奏小號[12][13][14]。
- 因為尊敬King & Prince的原成員・岩橋玄樹[15]，岩橋退出傑尼斯事務所後，也以King & Prince為尊敬的前輩的例子。

## 出演
組合出演請參閱小傑尼斯#少年忍者。

### 電視劇
- 文豪少年！~用小傑尼斯解讀名作~ 第9話（2021年5月16日，WOWOW） - 飾演 ヒロシ[16]

### 舞台劇
- 空想科学劇『Kappa』〜芥川龍之介『河童』より〜（2021年6月5日 - 13日、品川王子大飯店Stellar Ball / 6月25日 - 27日、羅姆劇場京都South Hall） - 飾演 バッグ[17]

### 電影
- 東西小傑尼斯 我們的生存戰爭 （2022年4月1日上映） - 飾演 夏目[18](作為少年忍者主演)

## 脚注

### 引用&注䆁
1. 1 2  . ワン・パブリッシング. : 80頁.
2. ↑  5歳之前住在大阪[1]
3. ↑  「ジャニーズJr. 最新データつきメッセージカード 第2弾」，「Myojo」2021年10月号、集英社、2021年8月22日。
4. ↑   [青木滉平「通知」]. ISLAND TV. 2020-11-05  [2022-07-01]. （原始内容存档于2022-12-02） （日语）.
5. ↑   [元木湧、平塚翔馬、青木滉平「畢業了TV」]. ISLAND TV. 2020-03-16  [2022-07-01]. （原始内容存档于2022-12-02） （日语）.
6. ↑   [青木滉平「我回來了①」]. ISLAND TV. 2021-02-15  [2022-07-01]. （原始内容存档于2022-12-02） （日语）.
7. ↑  「空想科学劇『Kappa』〜芥川龍之介『河童』より〜 2歳差同期コンビのスリリングな関係 ｢このふたりで、したことのないケンカをするかも!?｣」、『ポポロ』2021年7月号、麻布台出版社。
8. ↑  正確地說，織山比青木遲4天於2016年4月13日進入事務所，經常會被視為同期[1][7]。
9. 1 2  . ORICON NEWS. oricon ME. 2021-03-13  [2022-06-29]. （原始内容存档于2021-12-28）.
10. ↑  . ORICON NEWS. oricon ME. 2022-03-31  [2022-07-01]. （原始内容存档于2022-12-02）.
11. ↑   [少年忍者【完全貼身】「Summer Paradise 2020」讓你看到22名的素顔！] (YouTube). ジャニーズJr.チャンネル.  事件发生在 3m17s. 2020-09-02  [2022-06-29]. （原始内容存档于2022-09-24）.
12. ↑  . plus a. エイベックス. 2021-06-05  [2022-06-29]. （原始内容存档于2022-12-02）.
13. ↑   (YouTube). plus a/プラスエー.  事件发生在 4m00s、6m00s. 2021-10-03  [2022-06-29]. （原始内容存档于2022-12-02）.
14. ↑  . デイリースポーツonline. 2021-06-05  [2022-09-25]. （原始内容存档于2022-09-29）.
15. ↑  . ISLAND TV. 2020-05-04  [2022-07-01]. （原始内容存档于2022-12-02）.
16. ↑  . WOWOW. 2021  [2022-06-30]. （原始内容存档于2022-09-21）.
17. ↑  . plus a. 2021-03-26  [2022-06-29]. （原始内容存档于2022-12-02）.
18. ↑  . シネマトゥデイ.   [2022-06-30]. （原始内容存档于2022-12-02）.

## 外部連結
- 青木滉平 簡介 （页面存档备份，存于） - ISLAND TV